# Касалілья
Касалілья (ісп. Cazalilla) — муніципалітет в Іспанії, у складі автономної спільноти Андалусія, у провінції Хаен. Населення — 878 осіб (2010).
Муніципалітет розташований на відстані близько 270 км на південь від Мадрида, 25 км на північ від Хаена.

## Демографія
Динаміка населення (INE ):